# تريسي ناكاياما
تريسي ناكاياما (بالإنجليزية: Tracy Nakayama)‏ هي فنانة أمريكية، ولدت في 1974 في هونولولو في الولايات المتحدة.